# Asymblepharus eremchenkoi
Asymblepharus eremchenkoi är en ödleart som beskrevs av  Panfilov 1999. Asymblepharus eremchenkoi ingår i släktet Asymblepharus och familjen skinkar. Inga underarter finns listade.

## Utbredning
Arten förekommer främst i centrala och norra Kirgizistan samt i angränsande områden av Kazakstan. Den vistas i bergstrakter mellan 2500 och 3000 meter över havet. Asymblepharus eremchenkoi lever på sluttningar och i dalgångar.

## Status
Lokalt kan intensivt bruk av betesmarker, stenbrott och utsläpp från den kemiska produktionen minska beståndet. Antagligen gynnas skinken av byggaktiviteter när nya vägar eller vattenkraftverk anläggs då den gärna gömmer sig i bråte som blir kvar efter bygget. Allmänt är arten inte sällsynt. Den listas av IUCN som livskraftig (LC).